# Kazimierz Borowiec
Kazimierz Borowiec (ur. 15 stycznia 1939 w Rudzie, ZSRR, zm. 24 grudnia 2007 w Krakowie) – polski aktor filmowy i telewizyjny.

## Życiorys
W 1962 ukończył studia na Wydziale Aktorskim Państwowej Wyższej Szkoły Teatralnej im. L. Solskiego w Krakowie. Przez wiele lat pracował w Starym Teatrze w Krakowie. Grał główne role m.in. w spektaklach: „Cmentarze” (autor: Hłasko), „Dolorado” (autor: Redliński), „Biedni ludzie”. Aktor spoczywa na cmentarzu w Pabianicach.

## Wybrana filmografia
- 2005: Boża podszewka II jako żołnierz
- 2002: Julia wraca do domu jako lekarz
- 2000–2001: Przeprowadzki jako Kat wykonujący wyrok na Okrzei
- 1999–2007: Świat według Kiepskich jako Zawodnik
- 1997: Historia o proroku Eliaszu z Wierszalina jako Wasyl
- 1977: Zapach ziemi jako Łukasz
- 1975: Znikąd donikąd jako Józef Wyra
- 1967: Żywot Mateusza jako chłopak